# Sairé
Sairé este un oraș în Pernambuco (PE), Brazilia.